# La Tranche-sur-Mer
La Tranche-sur-Mer is een gemeente in het Franse departement Vendée (regio Pays de la Loire) en telt 2.904 inwoners (2019). De plaats maakt deel uit van het arrondissement Les Sables-d'Olonne.

## Geografie
De oppervlakte van La Tranche-sur-Mer bedraagt 17,6 km², de bevolkingsdichtheid is 165 inwoners per km². De gemeente ligt aan de zeestraat Pertuis breton. In het zuidwesten ligt de kaap Pointe du Grouin du Cou. Meer noordelijk langsheen de kust ligt het bos Forêt de Longeville, met daarin het hoogste punt van de gemeente, La Terrière (22 m).
De onderstaande kaart toont de ligging van La Tranche-sur-Mer met de belangrijkste infrastructuur en aangrenzende gemeenten.

## Demografie
Onderstaande figuur toont het verloop van het inwonertal (bron: INSEE-tellingen).